# Dwight Lodeweges
Dwight Lodeweges (ur. 26 października 1957 w Turner Valley, w Kanadzie) – holenderski piłkarz występujący na pozycji obrońcy.

## Kariera piłkarska
Od 1975 do 1992 roku występował w klubach Go Ahead Eagles, Edmonton Drillers, Montreal Manic i Minnesota Strikers.

## Kariera trenerska
Po zakończeniu piłkarskiej kariery pracował jako trener w VVOG, Zwolle, FC Groningen, PSV Eindhoven, NEC Nijmegen, Edmonton, JEF United Chiba, Cambuur i Heerenveen.